# 国盛证券
国盛证券有限责任公司是中華人民共和國一家證券公司，成立於2002年12月，注册地为江西省南昌市。国盛证券曾經是明天系控股的4家券商之一。2016年，华声股份收購国盛证券，随后华声股份更名为国盛金控。2021年，国盛证券被曝用天干地支分析A股。
2020年7月17日，中國證券監督管理委員會接管了国盛证券，接管期至2022年7月16日。接管期結束後国盛金控將国盛证券轉讓給江西国资联合体。

## 外部連結
- 官方网站